# 中村町 (薩摩川内市)

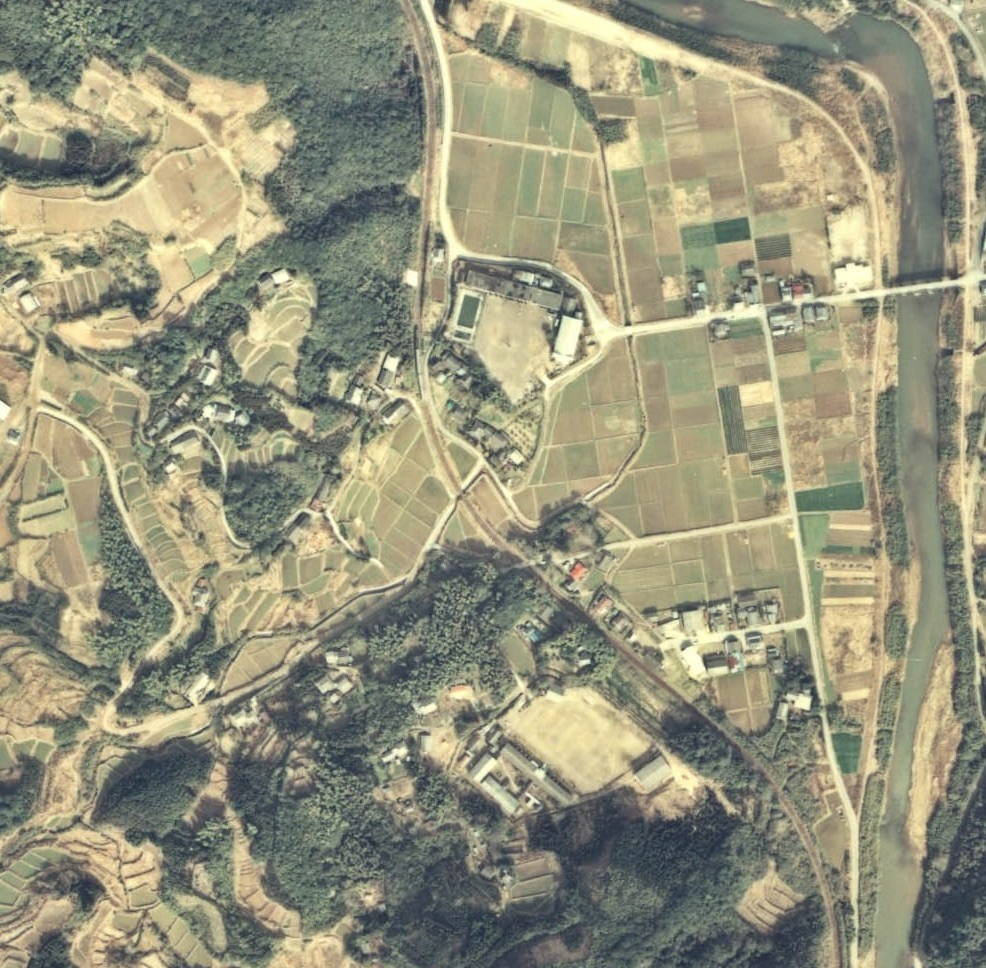
吉野山駅（現在は廃駅）周辺上空の航空写真。ほぼ中心部にあるのが吉野山駅である。

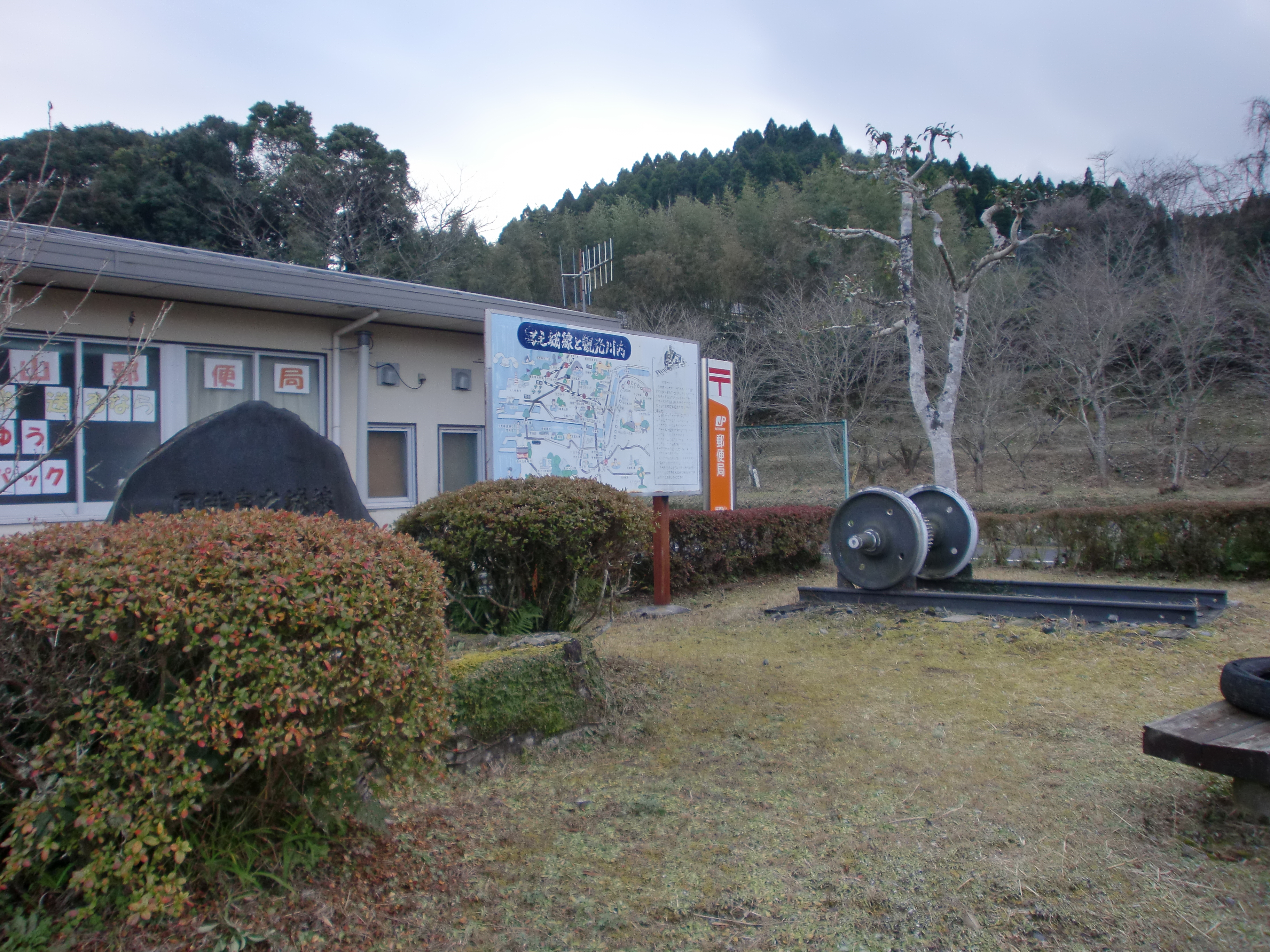
吉野山駅跡

中村町（なかむらちょう）は、鹿児島県薩摩川内市の町。旧薩摩国薩摩郡平佐郷中村、薩摩郡平佐村大字中、薩摩郡川内町大字中、薩摩郡川内町中村町、川内市中村町。郵便番号は895-0003。人口は483人、世帯数は246世帯（2020年10月1日現在）。

## 地理
薩摩川内市の中央部、川内川下流域に位置している。字域の北方には東郷町斧渕、南方から東方にかけては樋脇町塔之原、南方には永利町、西方には天辰町、楠元町、東方には久住町がそれぞれ隣接している。
字域の中央を南北に樋脇川が流れ、これに沿って鹿児島県道335号市比野東郷線が通り、東西に鹿児島県道394号山崎川内線が通っている。以前は宮之城線が南北に通っていたが、1987年（昭和62年）に廃止された。廃止されるまで字域内には吉野山駅があった。
旧吉野山駅跡には現在吉野山郵便局があり、付近には薩摩川内市立平佐東小学校がある。東部には大又、広迫、飯母などの溜池がある。

### 河川
- 川内川
  - 樋脇川

## 歴史

### 成立から近世
中村という地名は鎌倉時代より見え、薩摩国入来院のうちであった。
江戸時代には薩摩国薩摩郡樋脇郷（外城）のうちであった。万治2年以降に樋脇郷は薩摩藩の直轄領となったが、中村及び久住村、楠元村の3村は樋脇郷より平佐郷に編入された。村高は「天保郷帳」は1,801石余、「旧高旧領取調帳」では1,658石余であった。

### 町村制施行以後
1889年（明治22年）に町村制が施行されたのに伴い、平佐郷（白和町、天辰村、平佐村、楠元村、中村、久住村）の区域より平佐村が成立した。それに伴いそれまでの中村は平佐村の大字「中」となった。1929年（昭和4年）には、平佐村と隈之城村、東水引村が合併し川内町が成立し、平佐村の大字中は川内町の大字「中」となった。
1940年（昭和15年）2月10日に鹿児島県公報に掲載され、同日に施行された「 薩摩郡川内町、町名改稱竝區域變更」（鹿児島県告示）により「薩摩郡川内町大字中ヲ廢止シ其ノ區域ヲ中村町（ナカムラチヨウ）ト改稱ス」が鹿児島県知事によって許可され、薩摩郡川内町大字中の区域を以て川内町の町「中村町」が設置された。翌日の2月11日には薩摩郡川内町が単独で市制施行し川内市となった。
2004年（平成16年）10月12日に川内市、東郷町、入来町、祁答院町、樋脇町、下甑村、上甑村、鹿島村、里村が新設合併し薩摩川内市が設置された。この市町村合併に伴い設置された法定合併協議会において川内市の町・字については「現行通りとする。」と協定されたため、名称の変更は行われずに薩摩川内市の町となった。

## 人口
以下の表は国勢調査による小地域集計が開始された1995年以降の人口の推移である。
| 年                 | 人口 |
| ------------------ | ---- |
| 1995年（平成7年）  | 925  |
| 2000年（平成12年） | 855  |
| 2005年（平成17年） | 754  |
| 2010年（平成22年） | 668  |
| 2015年（平成27年） | 566  |
| 2020年（令和2年）  | 483  |

## 施設

### 公共
- 平佐東地区コミュニティーセンター

### 教育
- 薩摩川内市立平佐東小学校
- あさひ保育園

### 郵便局
- 吉野山郵便局

### 寺社
- 金照寺
- 日枝神社

## 小・中学校の学区
市立小・中学校の学区（校区）は以下の通りである。
| 町丁   | 番地 | 小学校                   | 中学校                     |
| ------ | ---- | ------------------------ | -------------------------- |
| 中村町 | 全域 | 薩摩川内市立平佐東小学校 | 薩摩川内市立川内中央中学校 |

## 交通

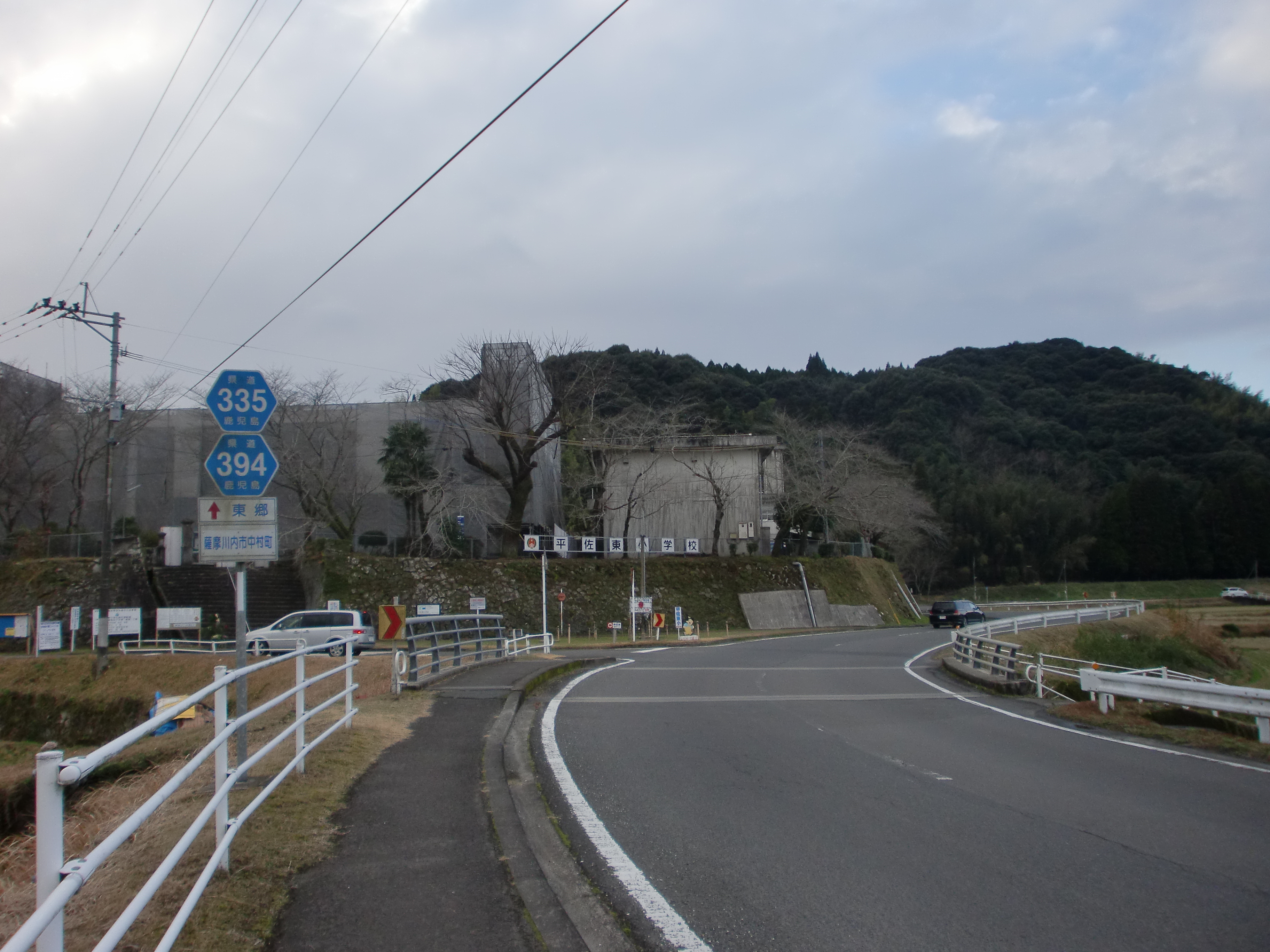
鹿児島県道335号及び鹿児島県道394号

### 道路
一般県道
- 鹿児島県道335号市比野東郷線
- 鹿児島県道394号山崎川内線

### 鉄道（廃止路線）
- 日本国有鉄道宮之城線
  - 吉野山駅